# Nora Roberts - Un dono prezioso
Nora Roberts - Un dono prezioso (Tribute) è un film per la televisione del 2009 diretto da Martha Coolidge.

## Trama
Cilla McGowan è un ex bambina prodigio che vuole lasciarsi alle spalle i riflettori di Hollywood e le pressioni della sua ambiziosa madre, per vivere una vita tranquilla facendo la restauratrice di vecchie case. Per questo motivo si trasferirà in un casale fatiscente che una volta apparteneva a sua nonna, una famosa diva del cinema che si suicidò in circostanze misteriose più di 30 anni prima. Mentre sarà alle prese con i lavori di ristrutturazione, farà la conoscenza del suo vicino: un affascinante ragazzo di nome Ford Sawyer, con il quale nascerà presto l'amore. Ma terribili sorprese l'aspettano. In soffitta metterà le mani su una serie di lettere della nonna e del suo amante segreto che le faranno dubitare della morte per suicidio. Proprio quando Cilla inizierà a indagare in maniera più approfondita sulla morte della parente, una serie eventi misteriosi, aggressioni, minacce, e strani sogni la trascineranno in un vortice di terrore convincendola che ci sia qualcuno che, dopo aver ucciso la nonna, ora sia tornato deciso a far fuori anche lei.